# Kisanji
El kisanji o quissanje és un instrument musical originari d'Angola. Es tracta d'un lamel·lòfon que es classifica com a idiòfon.

## Descripció
Està construït sobre un tauler harmònic d'uns quants centímetres de gruix, sovint de forma rectangular, on es fixen una sèrie de làmines o llengüetes, que poden ser de bambú o metall, cadascuna amb una mida diferent i que produeix notes diferents, adossades a un pont o cavallet metàl·lic. Damunt del cavallet es col·loca una barra transversal subjecta amb ganxos. Les làmines, per regla general, estan espatulades lleugerament aixecades pels costats. La seva construcció varia segons la regió i l'ètnia, i pot utilitzar o no una caixa de ressonància, les escales musicals també varien en funció del nombre de lamel·les. S'han identificat almenys cinc variants del kisanji, que van de set a vint-i-dos llengüetes. La més estesa està formada per una sèrie de nou làmines, amb la més gran al centre i quatre més a cada costat que disminueixen de mida des del centre fins als extrems. L'instrument s'agafa amb les dues mans i es toca pessigant les làmines amb el polze de cada mà. També s'anomena mbwetete, quan està fet de bambú. És un instrument amb un so fluid, utilitzat sovint durant llargues caminades o com a música de fons quan una persona gran explica històries al voltant del foc.
El kisanji prové d'Angola, on en algunes regions s'anomena tyitanzi. Hi ha variants de l'instrument en altres regions d'Àfrica, confoses erròniament amb el kisanji, ja que són diferents en la seva estructura i construcció.

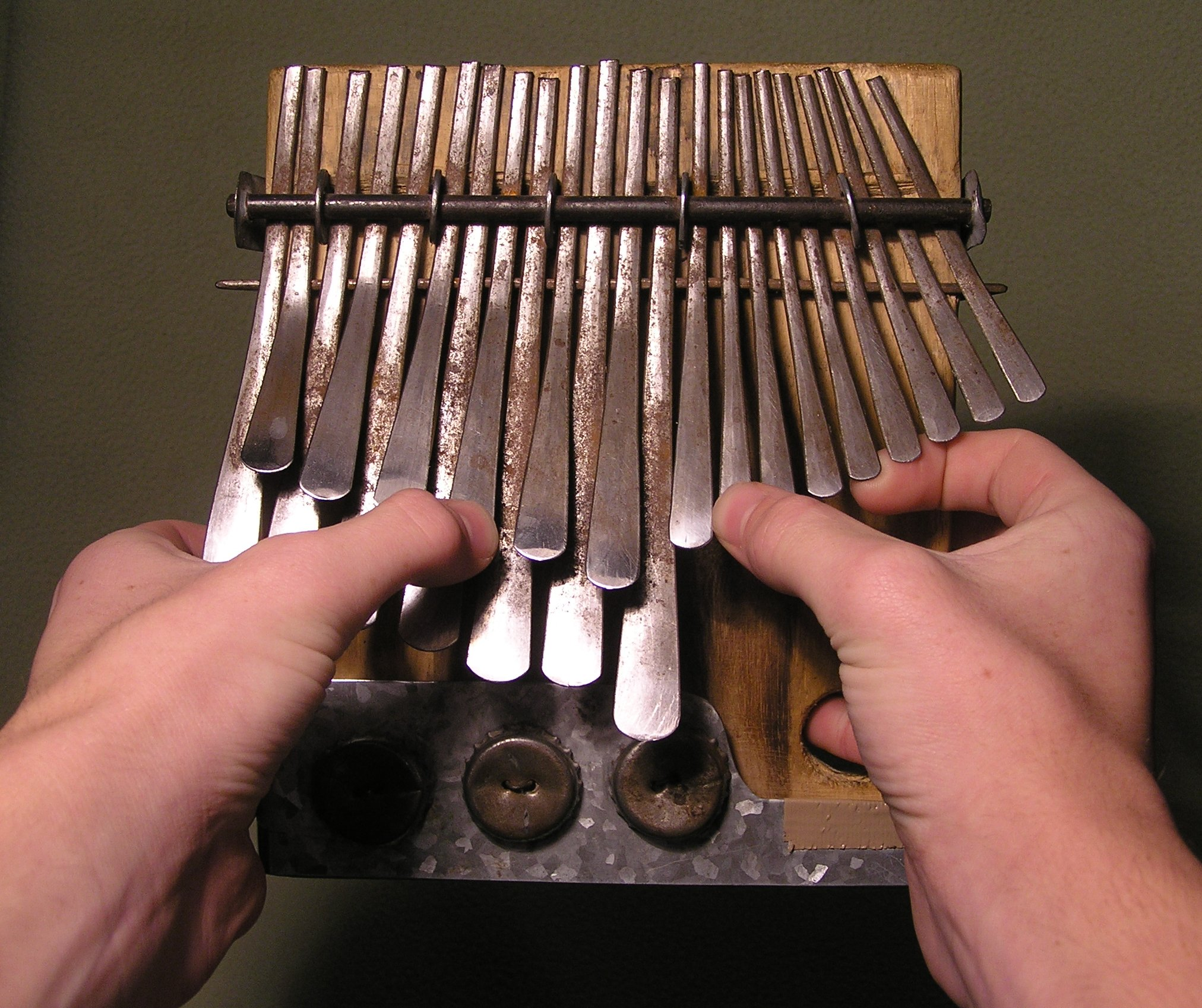
Músic tocant una mbira de Moçambic

A Moçambic, l'instrument semblant s'anomena mbira, construït sobre un tauler dur i amb una sèrie de quinze làmines a la part superior i una sèrie inferior de set. Tradicionalment, per amplificar el so, es col·loca dins d'una carbassa. Al Congo i a la regió d'Àfrica Central, hi ha la sansa que té la particularitat de tenir només set làmines col·locades sobre una caixa de ressonància. En altres llocs s'elaboren amb més o menys làmines, amb caixes de ressonància que formen part de l'instrument, o simplement s'afegeixen, sovint s'utilitzen carbasses amb aquesta finalitat, i reben noms com ara kalimba o karimba (Uganda), mangambeu (Camerun), kondi (Sierra Leone) i likembe, budongo, mbila o mbira (Zimbàbue), entre d'altres.